# Sementivae
Sementivae (auch Sementina, Paganalia, Paganalien) ist als „Gaufest“ ein altes, von Servius Tullius erneuertes, religiöses Fest im Römischen Reich, das im julianischen Kalender am 24. Ianuarius des altrömischen Kalenders zu Ehren Ceres und Tellus gefeiert wurde. Jeder Genosse des Pagus musste bei dem Fest einen Opferkuchen darbringen.